# 亚历山大·弗莱明

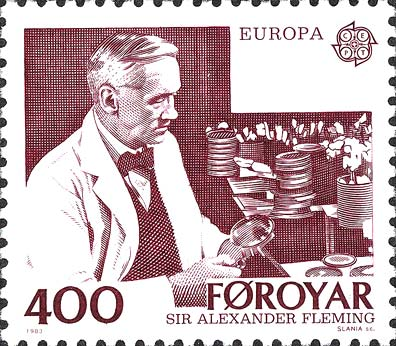
弗萊明紀念郵票

亚历山大·弗莱明爵士，FRS（英語：Sir Alexander Fleming，1881年8月6日—1955年3月11日），苏格兰生物学家、药学家、植物学家。1923年发现溶菌酶，1928年发现青霉素，这一发现开创了抗生素领域，使他闻名于世。1945年，他与弗洛里和錢恩因为对青霉素的研究活动获诺贝尔生理学或医学奖。

## 生平

### 早年和教育
弗莱明出生在蘇格蘭的洛克菲爾德（Lochfield），家中世代務農。1906年從倫敦聖馬利亞醫院（St. Mary's Hospital）醫科學校畢業。

### 科学研究

#### 青黴素
1928年弗萊明在倫敦大學講解細菌學，那時弗萊明正為了撰寫一篇有關葡萄球菌的回顧論文，在實驗室裡培養大量的金黃色葡萄球菌（S. aureus），七月下旬黴菌孢子掉進這個培養皿之中，8月份弗萊明本人在鄉下度假，9月3日返回實驗室。這時弗萊明發現長滿細菌的培養皿有個角落長了一塊青黴菌，周圍卻沒有細菌滋長，弗萊明馬上意識到黴菌可能有殺菌作用，並將這個現象發表在1929年的英國實驗病理學期刊。
後來他又作了許多相關的實驗，隨即遇到一個問題，如何提煉單純的青霉素，缺乏這個技術，使他無法繼續觀察研究，隨著磺胺類藥物的出現，人們普遍對青黴素的報告不感興趣。
1935年英國牛津大學病理學系主任弗洛里和旅英的德國生物化學家錢恩合作，研究青黴素的性質、分離和化學結構，解決了青黴素的純煉問題。後來以弗洛里為首的研發團隊從青霉菌中提取出了抗生素青霉素（音译：盘尼西林）。牛津病理學系主任的哈里斯（Henry Harris）曾說過：「沒有弗萊明，不會有錢恩；沒有錢恩，不會有弗洛里；沒有弗洛里，不會有希特利；沒有希特利，則不會有盤尼西林。」
青霉素类是人類最早發現的抗生素類，但当时发现并提纯的是 penicillin F（2-pentenylpenicillin），而非现今常用的 penicillin G 或 penicillin V。
1941年首次於人体測試青黴素F；青黴素類的發現，完全改變了人類與傳染病之間生死搏鬥的歷史，人類的平均壽命也得以延長。弗莱明因此與錢恩和弗洛里共同獲得了1945年諾貝爾醫學獎。

## 轶事
有一个广为流传的但不真实的故事，说弗莱明的农夫父亲曾救过小时候的丘吉尔，丘吉尔之父出资让弗莱明上学成才，而后丘吉尔本人又在二战中因青霉素而从濒死的疾病中获救。弗莱明给朋友的信中证实，这是误传，后来挽救丘吉尔的药物是磺胺药物而非青霉素。这个误传的原因很可能是因为磺胺是德国拜耳实验室发现的，在战争时期宣传机构不愿意宣传由敌国发现的药物，而转用英国人发现的青霉素。